# نسخه خطی پوست درخت توس شماره ۲۹۲

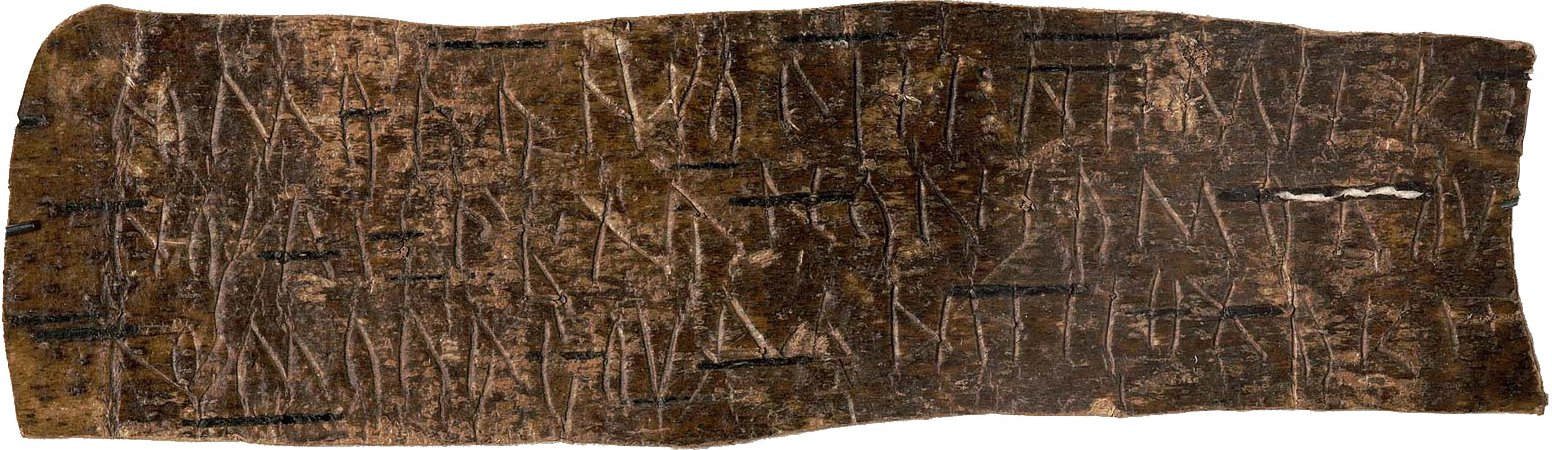
نسخه خطی پوست درخت توس شماره ۲۹۲

نسخه خطی پوست درخت توس شماره ۲۹۲ (انگلیسی: Birch bark letter no. 292) یک نسخه خطی پوست درخت توس است که قدیمی‌ترین سند شناخته شده در هر زبان فینی است. این سند مربوط به آغاز قرن سیزدهم است و به خط سیریلیک نوشته شده است. این سند در سال ۱۹۵۷ توسط یک هیئت اعزامی شوروی به رهبری آرتمی آرتسیخوفسکی در حفاری نروسکی در سمت چپ ساحل نووگورود یافت شد. این سند در حال حاضر در موزه شهر نووگورود نگهداری می‌شود.
تصور می‌شود زبانی که در این سند استفاده شده، شکل باستانی زبان لیوی-کارلیایی باشد، زبانی که در اولونتس کارلیا صحبت می‌شد، اگرچه تعیین شکل دقیق آن دشوار است، زیرا گویش‌های فینی در آن دوره هنوز در حال توسعه بودند.

## رونویسی
این متن به خط سیریلیک در گونه‌ای از زبان‌های فینی نوشته شده است که به زبان کارلیایی یا زبان وپس مدرن نزدیک‌تر است.
متن به شرح زیر است:
юмолануолиїнимижи
ноулисѣханолиомобоу
юмоласоудьнииохови

## تفسیرها

### یوری یلیسایف
متن، به صورت نویسه‌گردانی به الفبای لاتین توسط یوری یلیسایف در سال ۱۹۵۹ و تفسیر آن به فنلاندی مدرن:
jumolanuoli ï nimizi 

nouli se han oli omo bou

jumola soud'ni iohovi
Jumalannuoli, kymmenen [on] nimesi 

Tämä nuoli on Jumalan oma 

Tuomion-Jumala johtaa.
در فارسی، می‌توان آن را این طور ترجمه کرد:

تیر خدا، ده نام تو [است] 

این تیر خود خداست 

اوکو هدایت کرده است.
یلیسیف معتقد است که این نیایش در برابر آذرخش است، همانطور که از ساختار "ده نام تو" مشهود است. طبق مفاهیم خرافی، دانستن نام به انسان قدرت جادویی بر یک شیء یا پدیده می‌دهد.

### مارتی هاویو
از آنجایی که در رسم‌الخط استفاده شده از فاصله بین کلمات استفاده نمی‌کند، متن مبدا می‌تواند به روش‌های مختلف به کلمات تبدیل شود. مارتی هاویو در مقاله‌ی سال ۱۹۶۴ خود ترجمه هم‌زمان متفاوتی از متن ارائه می‌دهد و اظهار می‌کند که این نوعی سوگند است:
jumolan nuoli inimizi 

nouli sekä n[u]oli omo bou 

jumola soud'nii okovy
در فنلاندی مدرن، تقریباً به معنای زیر است:
Jumalan nuoli, ihmisen 

nuoli sekä nuoli oma. 

Tuomion jumalan kahlittavaksi.
در استونیایی مدرن، تقریباً به معنای زیر است:
Jumala nool, inimese 

nool ja nool omaenda. 

Kohtujumala aheldatuks.
در فارسی، تقریباً به معنای زیر است:

تیر خدا، تیر انسان، و تیر خودش. [ 

به زنجیر کشیده شدن توسط خدای عذاب.]

### یوگنی خلیمسکی
یوگنی هلیمسکی، زبان‌شناس روسی، در اثر خود در سال ۱۹۸۶، تفسیر هاویو را نقد می‌کند و سومین تفسیر علمی شناخته شده را ارائه می‌دهد و مانند یلیسف معتقد است که این متن یک دعا است:
Jumalan nuoli 10 nimezi 

Nuoli säihä nuoli ambu 

Jumala suduni ohjavi (johavi?)
ترجمه این تفسیر به فنلاندی چیزی شبیه به این خواهد بود:
Jumalan nuoli 10 nimesi 

Nuoli säihkyvä nuoli ampuu 

Suuto-Jumala (Syyttö-Jumala)† ohjaa (johtaa؟)
در زبان فارسی تقریباً به معنای زیر است:

تیر خدا، ده نام تو 

تیر درخشان، تیر شلیک می‌شود

خدای عذاب هدایت/ مسیریابی می‌کند (رهبری می‌کند/حکم می‌کند؟)
† «Syyttö-Jumala» می‌تواند به معنای «سرزنش کردن خدا» یا «خداوندی که سرزنش می‌کند» نیز باشد. در فنلاندی مدرن syyttää برابر سرزنش یا محاکمه کردن است.